# الرصافة (الرقة)
الرصافة أو رصافة الرَّقَّة أو رصافةُ الشَّام أو رصافة هشام وتُعرف باليونانية سرجيوبوليس (أي مدينة سرجيوس وهو شفيع النصارى العرب)، وتُلقب بلؤلؤة بادية الشام في سوريا. تقع الرصافة على بعد ثلاثين كيلومترًا من مدينة الرقة في شمال سورية على نهر الفرات، وكان لها تاريخ وحضارة عريقة عبر العصور.

## تاريخ الرصافة

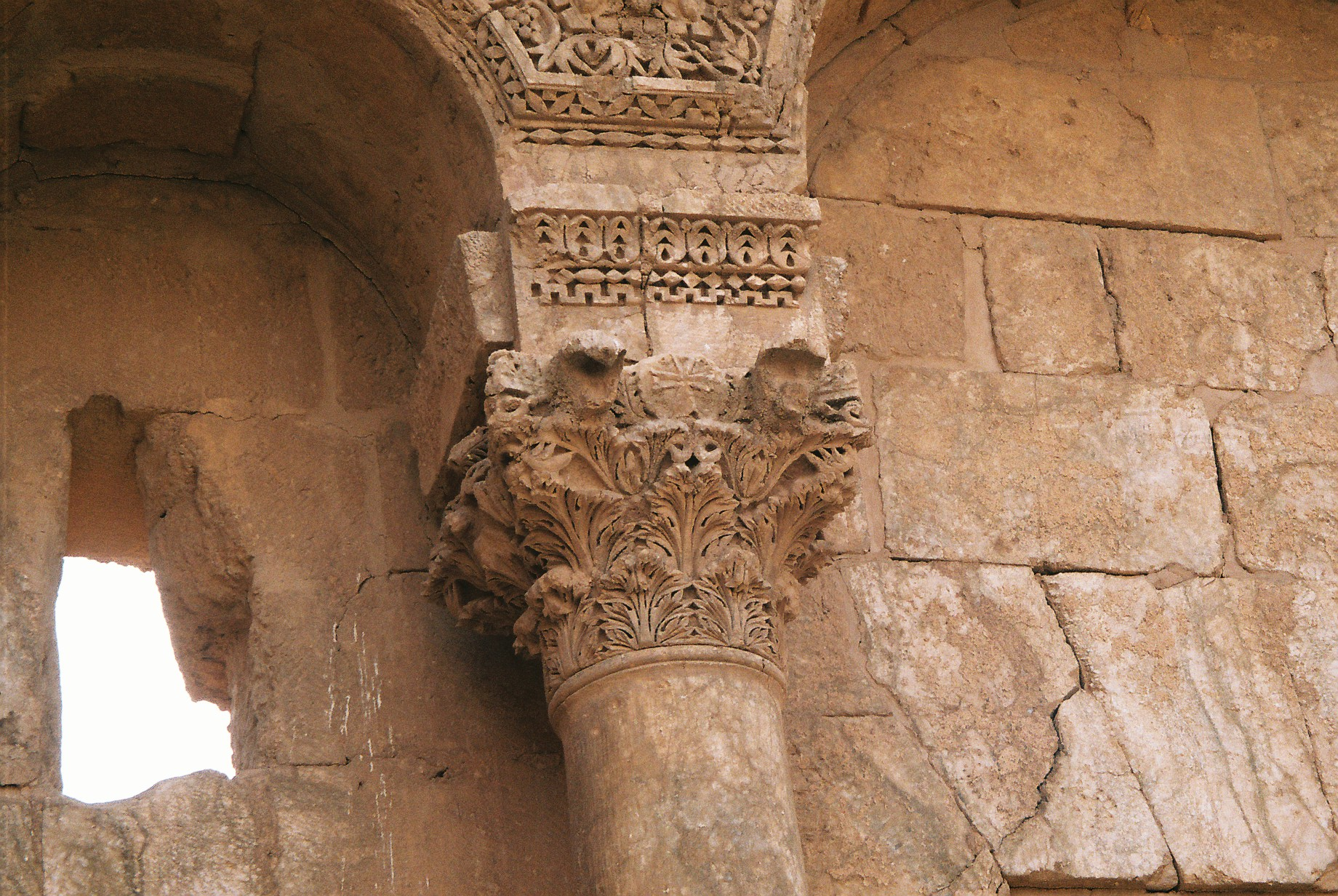
عمود مزخرف في الرصافة

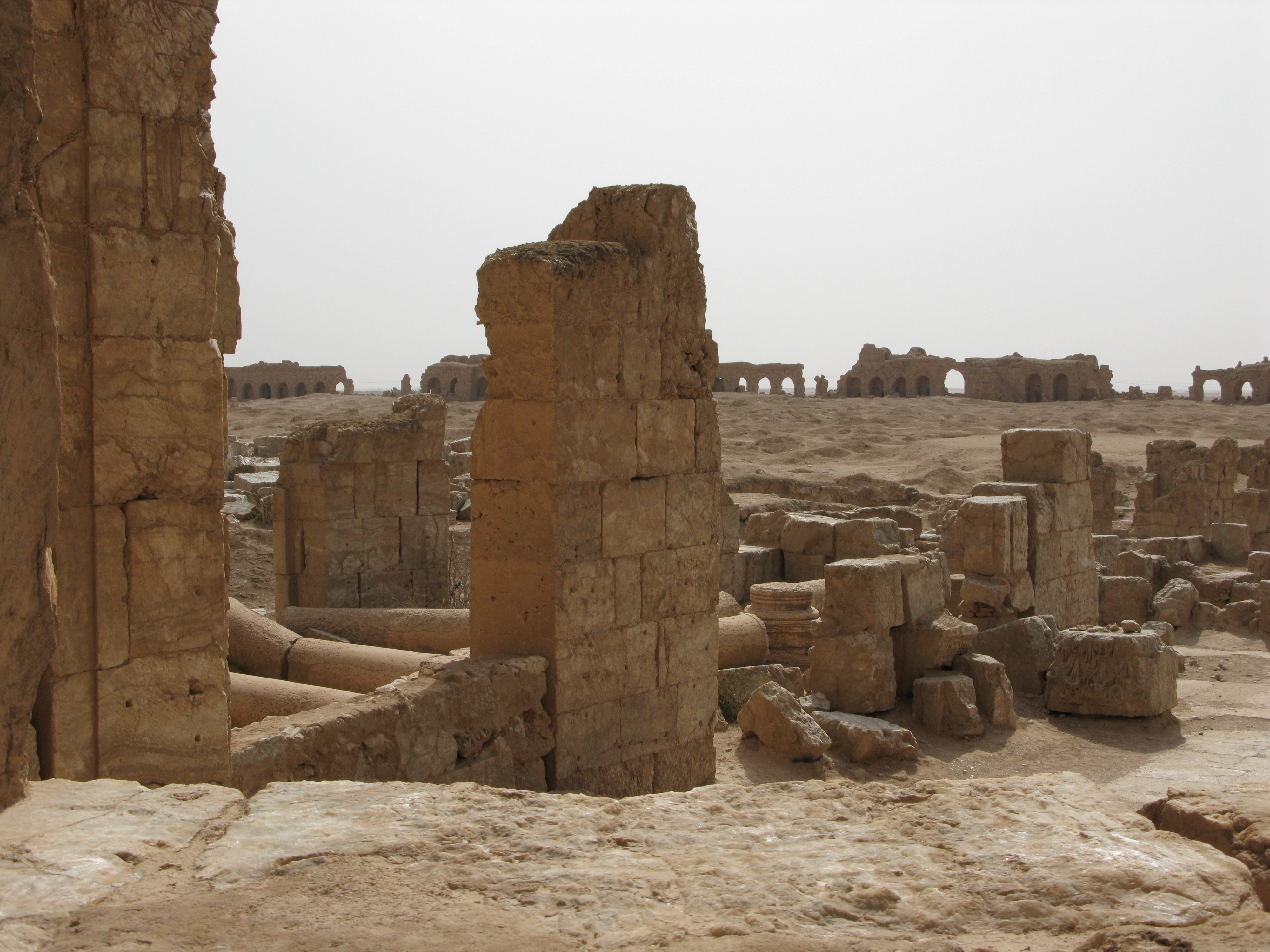
الأعمدة البيزنطية في الرصافة

ذكرت المدينة في المدونات القديمة ومنها الآشورية، وتنازع عليها اليونان والرومان والفرس وربما رصف التي ذكرت في التوراة قصد بها الرصافة. وأضحت لها قلاع منيعة تحميها من غزوات الساسانيين قبل أن تصبح من المدن التابعة لمملكة (تدمر) وسط سوريا، التي امتدّت من شمال أفريقيا غربا إلى الخليج شرقًا.
إن الفضل في تعريفنا بتاريخ (الرصافة) يعود إلى كتاب قيّم نشرته المديرية العامة للآثار والمتاحف بدمشق عام 1984م، أعدّه مديرها الأستاذ: بشير زهدي، عنوانه: (الرصافة لؤلؤة بادية الشام)، وبما أنها تبعد فقط خمسة وسبعين كيلومترًا عن (قصر الحير الشرقي) احتلها العرب الغساسنة لأهمية موقعها، ثم تحالفوا مع البيزنطيين لحمايتها من غزوات الساسانيين. وقد جاء في كتاب الأستاذ بشير زهدي ما يلي: (...وإذا كان يُنسب إلى (الحارث الثاني) الفضل بترميم الأسوار، وتشييد كاتدرائية كبيرة في الرصافة في العصر البيزنطي، فإنه يُنسب إلى ابنه (المنذر بن الحارث الثاني) الفضل بتشييد خزانات المياه فيها، وببناء قصر كبير له، ودار للضيافة خارج سورها الشمالي.

## ضخامتها وأثارها

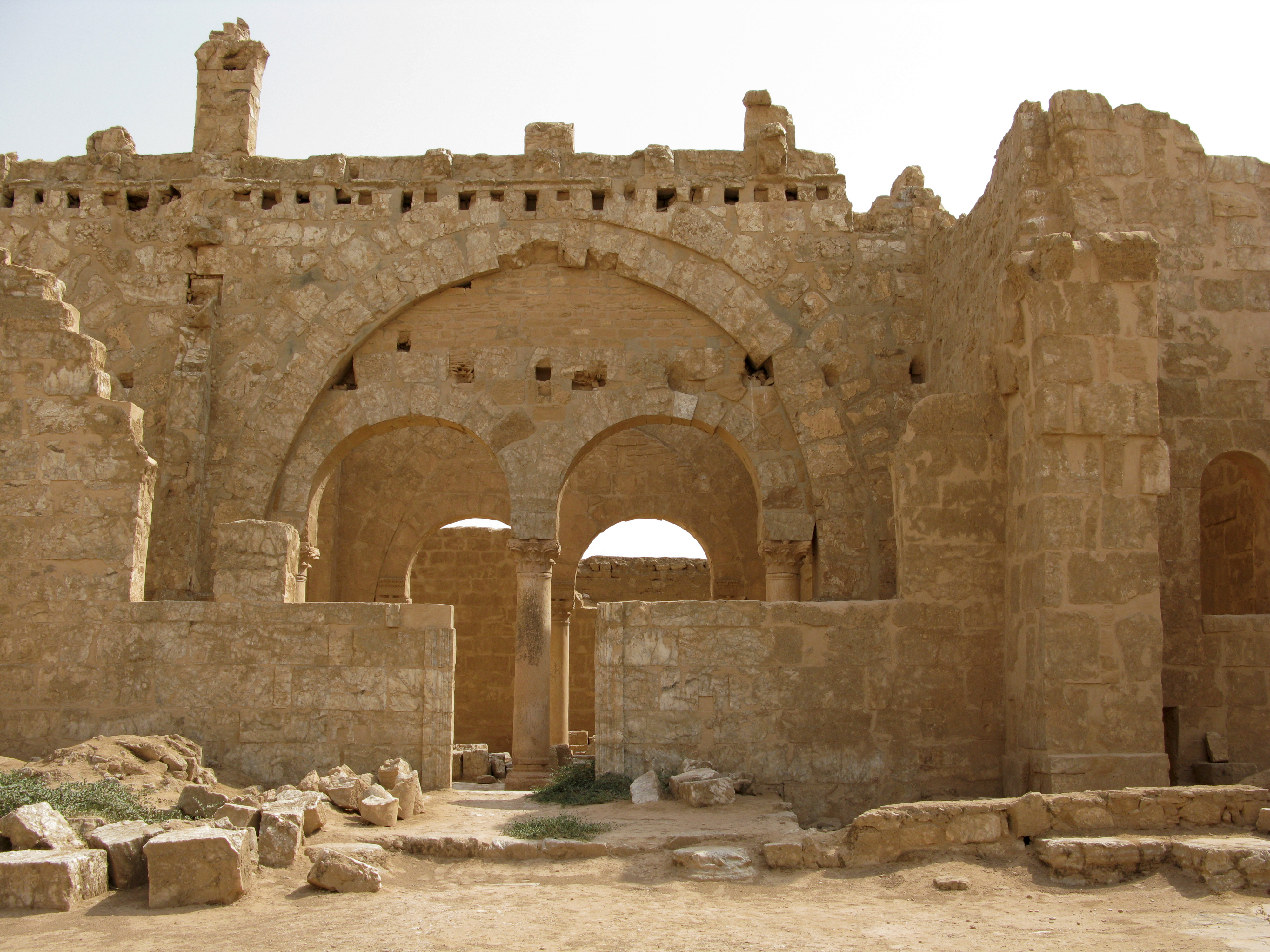
كنيسة القديس سرجيوس بالرصافة في سوريا

تثير ضخامة مدينة الرصافة شعور الاحترام والهيبة لدى كل من شاهدها وكانت قديما محط تقدير واحترام رجال القبائل، وتحتوى الرصافة على الكثير من المنشآت والأبنية الهامة إضافة لسورها الضخم وكنائسها والبازيليك والكاتدرائية والقصور وخزانات المياه الشهيرة الضخمة تحت الأرض وقناطر بمحاذاة سور المدينة، ومن مكتشفات وسير المدينة انه كان يوجد بها قديسان شهيران وهما القديس سرجيوس والقديس باخوس وهما جنديين سوريين من الرصافة دافعا عن المدينة واستشهدا في سبيل إيمانهم ودفاعهم عن المسيحية، ومن كنائس الرصافة كنيسة القديس سرجيوس وكنيسة الشهادة، والجدير بالذكر بالنسبة للقصر خارج السور أن جهودًا مخلصة تُبذل حاليًا في سبيل ترميم هذا القصر الغساني، ليكون مبناه متحفًا إقليميًا جديدًا في الرصافة يسهم في حفظ هذه المنطقة المهمة، والتعريف بفنونها وتاريخها وآثارها المختلفة.

## رصافة هشام

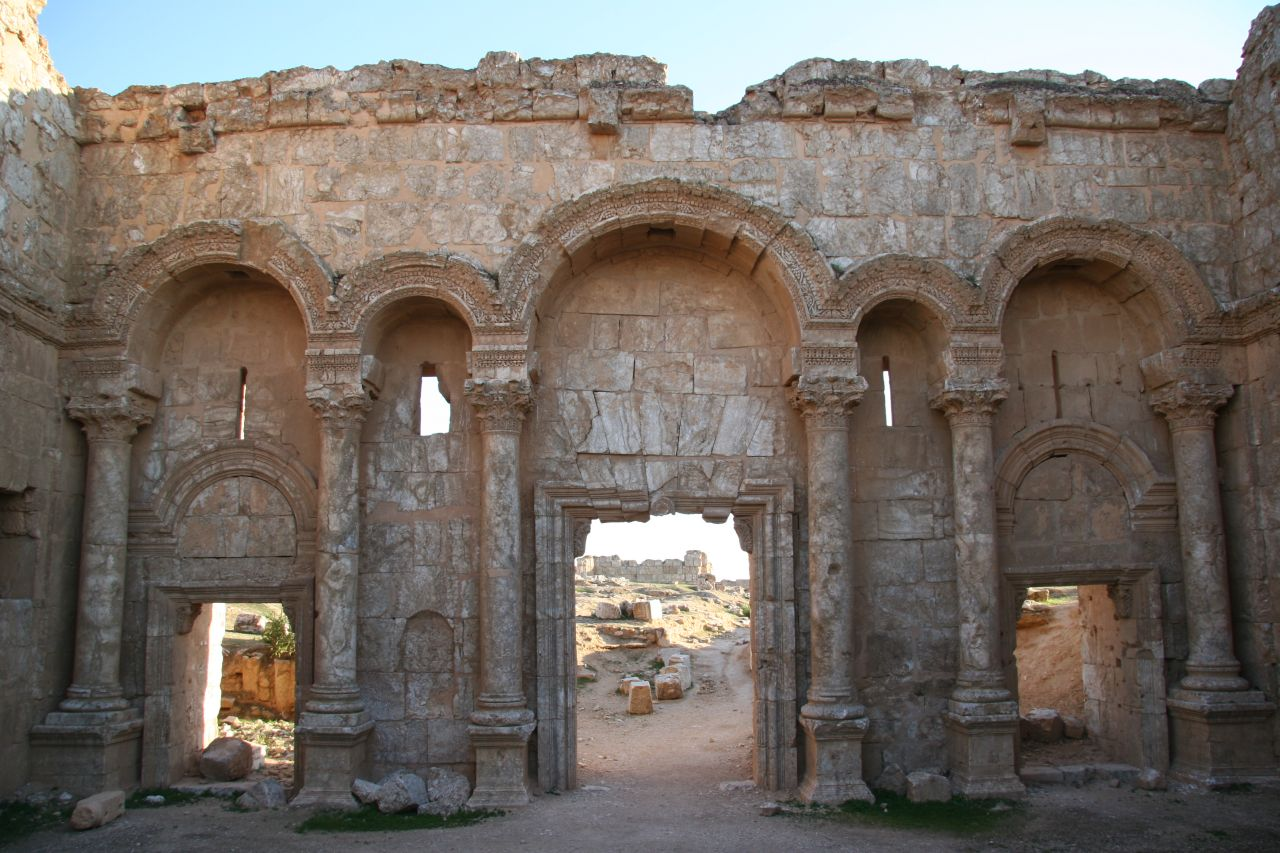

في عهد الأمويين أضحت الرصافة منتجعًا صيفيًا بعد أن أضاف إلى عمرانها وطورها هشام بن عبد الملك، وكان له الفضل في أن تكون جنة في وسط بادية الشام في زمانها، أسهم في عمرانها وازدهارها بتشييد قصرين اكتُشف أحدهما في إثر التنقيب عن آثارها، فعُرفت آنذاك باسم: (رصافة هشام)، وعلى حدود الرصافة نجا الأمير عبد الرحمن الداخل من الموت، لأنه اختبأ عند جماعة من البدو العرب على ضفة نهر الفرات بشمال سورية، ثم انتقل إلى دمشق قبل أن يتوجه للأندلس وهو في التاسعة عشرة من العمر، حيث أسس دولة جديدة للأمويين فيها الدولة الأموية في الأندلس. بعد نهاية حكم الأمويين في سورية، تابعت (الرصافة) ازدهارها حتى بداية القرن العاشر الميلادي. واشتُهرت بتعايش المسيحيين والمسلمين بدليل اكتشاف وجود عدة كنائس فيها، ومسجد له محرابان باتجاه الجنوب وشارع مستطيل محاط بأعمدة رائعة، وقد هُدمت إبان غزوات التتار كليًا. ولكي نعلم كيف تمّ هذا الاكتشاف، نعود إلى كتاب الأستاذ (بشير زهدي)، ونطّلع منه على اهتمام فريق من علماء الآثار الألمان أمثال: (شنايدر)، و(سبانير) و(موسيل)، الذين شرعوا عام 1952م، بتنقيب عن تلك الآثار، استمر سبع سنوات، فعثروا على جزء من القصرين الأمويين، وبرج قائم على قاعدة مربعة الشكل بزاوية مبنى مصنوع من الآجر تحت الأرض، ثم اكتشفوا برجين آخرين مستديرين أصغر حجمًا واكتشافات هامة جدا مما دفع بفريق آخر من علماء الآثار للعودة إلى الرصافة عام 1968، ومتابعة أعمال التنقيب بمساعدة المديرية العامة للآثار والمتاحف السورية، فتمّ اكتشاف أجمل أبواب المدينة تحت الركام، حيث ظهرت في جهتها الشمالية رسوم ونقوش وزخارف ملوّنة.

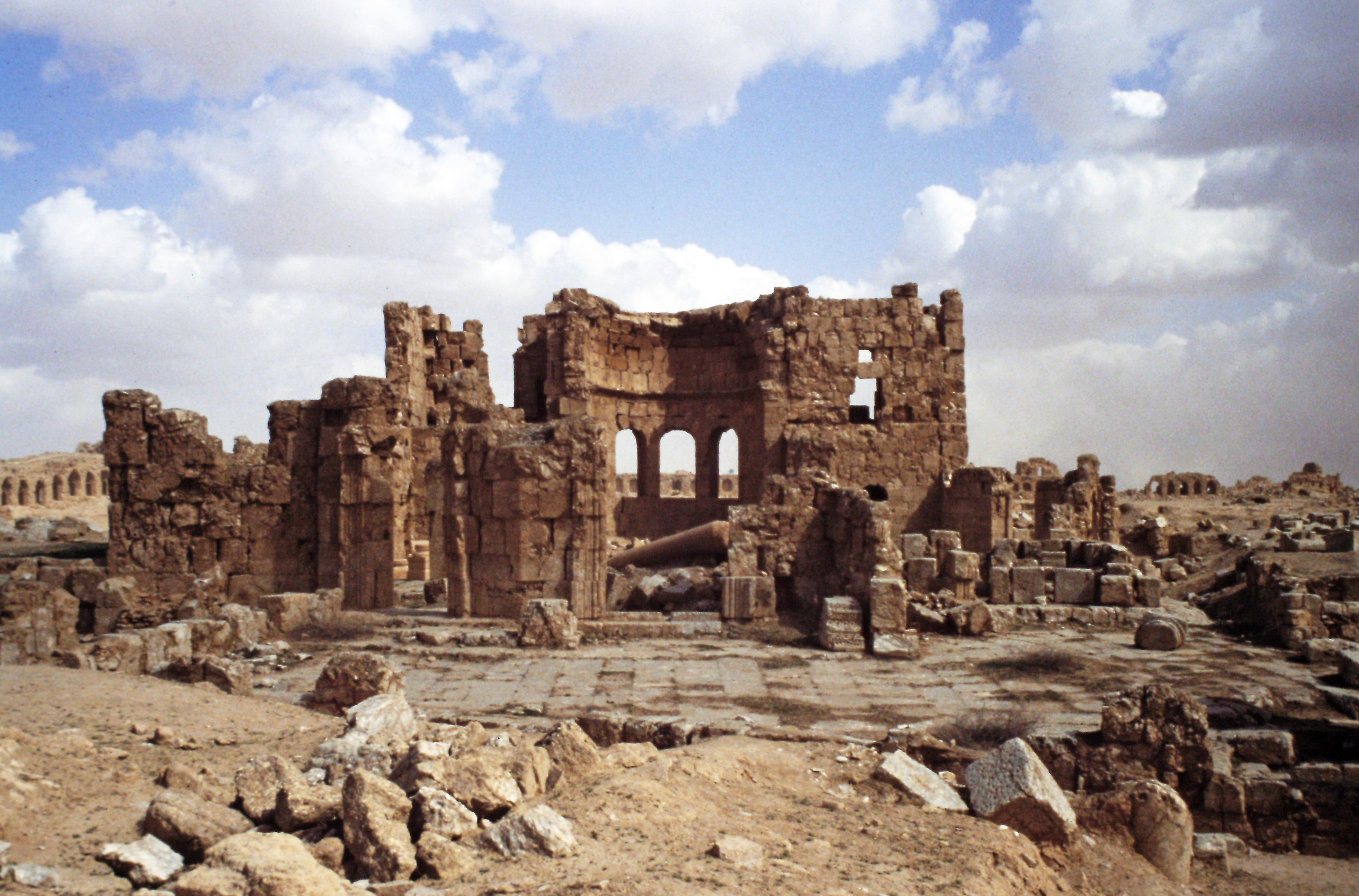
البقايا الأثرية لمدينة سيرجيوبوليس

كان الباب يؤدّي إلى شارع مستقيم يؤدي إلى وسط المدينة. لقد جرت تلك الحفريات تحت الرمال على عمق خمسة أمتار، وتم العثور على أثريات ومكتشفات هامة مثل مباخر وأكواب فضية ومذهّبة كثير منها غسانية منقوشة باللغة السريانية، وقد نُقشت كتابات باللغة السريانية في الكنائس العربية الغسانية مثل كنيسة كفر ناسج. وقد عثر كذلك على لوحات رخامية وقطع نقود أموية محفور عليها اسم الرصافة يوجد بعضها اليوم في متحف دمشق، ونُقل بعضها الآخر إلى متاحف الغرب.

## رصافة الأندلس
رصافة الأندلس بناها الأمير عبد الرحمن الداخل بضاحية قرطبة أيام الدولة الأموية وجعلها مقرًا صيفيًا له لارتفاعها عن قرطبة، وإطلالتها على نهر الوادي الكبير، الذي يجتازها في القرن الثامن الميلادي، تخليدًا لذكرى جده (هشام بن عبد الملك) باني رصافة الشام، ولم يبق لها أثر في القرن العشرين، فبنت الحكومة الأسبانية في موضعها فندقًا سياحيًا كبيرًا، أطلقت عليه اسم: (الرصافة).
والرصافتان إذن، الشامية والأندلسية الأموية لعبتا دورًا مهمًا في التاريخ، علمًا بأن رصافة الشام انبعثت أنقاضها من جديد ، وأضحت تحدّثنا عن ماضيها المجيد بلغة آثارها المكتشفة، كما أن العمل على تحقيق متحفٍ إقليمي ضمن مبنى (المنذر الغساني) الذي تمّ اكتشافه فيها سوف يُسهم في تعريف المواطنين، والسياح الراغبين في الاستماع إلى أطلالها تروي لهم قصة مجدها.